# Scheibe Zugvogel
Lo Scheibe Zugvogel è un aliante monoposto da competizione della FAI Open Class prodotto dall'azienda tedesca Scheibe Flugzeugbau. La prima versione è stata progettata da Rudolph Kaiser e le versioni successive da Egon Scheibe.

## Varianti
Zugvogel I
Zugvogel II
Zugvogel III
Zugvogel IIIA
Zugvogel IIIB
Zugvogel IV
Zugvogel IVA
Scheibe SF-27 Zugvogel V
Loravia LCA-10 Topaze
Loravia LCA-11 Topaze